# Réseau Soulabail
Le Réseau Soulabail, fut créé fin 1942 par François Soulabail, Arsène Doumeau et Georges Guilloux. Ce réseau sans affiliation opère à Mayenne en Mayenne

## Histoire
L'équipe est spécialisée dans le sabotage à partir de fin 1942. Ses responsables sont:
- François Soulabail[1], agent des PTT ;
- Arsène Doumeau[2], instituteur ;
- Georges Guilloux[3], agent de la SNCF à la gare de Mayenne.

Georges Guilloux sabote les colis à destination de l'Allemagne. Doumeau et Soulabail cherchent  et détruisent à la Poste les lettres de dénonciation destinées à la Kommandantur et à la Feldgendarmerie.

## Chute du réseau
Les membres du réseau sont dénoncés en 1943 par Albert de Mersseman et par un membre de la LVF pour des propos anti-allemands tenus dans un restaurant à Mayenne.  
Ils sont arrêtés en février 1943, et emmenés à Laval, puis au Mans. Emprisonné à la Prison du Vert-Galant pour y être internés (19-26 février), ils sont ensuite transférés au camp d'Auvours à Champagné. Envoyé à Compiègne, ils sont déportés à Mauthausen en mars.

## Déportation politique
François Soulabail, atteint de tuberculose, est gazé au centre d'euthanasie d'Hartheim le 10 août 1944. 
Arsène Doumeau est déporté sept mois en Autriche, à Mauthausen puis est interné au camp de Dora, où il participe au Réseau Résistance. Grièvement blessé, il est sauvé par un chirurgien tchèque de la gangrène. Relieur, il intègre les services administratifs dans le camp. Évacué le 5 avril 1945 vers Neuengamme, il est transféré vers Bergen-Belsen qui est libéré par les Anglais. Il revient en France le 29 avril 1945. Il fera par la suite connaissance avec Franz Becker. Sa fille Jocelyne est à l'origine du Memorial des Déportés de la Mayenne qui a ouvert ses portes le 3  mai 2012.
Georges Guilloux est interné au camp de Mauthausen. Il est libéré le 6 mai 1945.